# Reformer Athletic Club
El Reformer Athletic Club fue un equipo de fútbol argentino, de Campana, provincia de Buenos Aires. Participó en los campeonatos de Primera División entre 1905 y 1909, además de una temporada en 1910 en el campeonato de Segunda División.

## Historia
Fue fundado por trabajadores del frigorífico The River Plate Fresh Meat Co., de capital inglés. Los fundadores decidieron llamarlo Reformer en honor al nombre del barco que transportaba la carne del frigorífico hasta su destino o a barcos más grandes.
En 1905 comenzaron a participar en Primera División. Su primer torneo no fue lo esperado ya que, aunque terminaron quintos de siete participantes, fueron el equipo más goleado del campeonato con 60 goles en contra.
En 1906 consiguieron más puntos que el torneo anterior, pero lo más llamativo fue el partido frente a Barracas Athletic (partido que terminó 11-0 a favor de Reformer) con la participación, en el rival, del arquero Winston Coe, conocido por tener un solo brazo.
Nunca el equipo pudo consolidarse en Primera y siempre estuvo en los últimos puestos de la tabla. Por eso, en 1909, descendió a Segunda División, donde se encontró con clubes de gran importancia actual como Racing Club o Independiente. Su máximo logro fue en 1910, su último año, al llegar a las semifinales de la Copa de Competencia Adolfo Bullrich, donde perdió con Racing por 4 a 1.
Al finalizar la temporada 1910, dejó la actividad deportiva y la institución desapareció.

## Estadio
Su cancha estaba en la actual calle Chiclana, entre Dr. L. de Dominicis y Güemes, lugar donde actualmente desarrolla sus actividades el Club Ciudad de Campana.

## Participaciones
| Temporada | Torneo regular   | Torneo regular | Copa                          | Copa             |
| Temporada | Competencia      | Puesto         | Competencia                   | Instancia        |
| --------- | ---------------- | -------------- | ----------------------------- | ---------------- |
| 1905      | Primera División | 5.º            | Tie Competition               | Octavos de final |
| 1905      | Primera División | 5.º            | Municipalidad de Buenos Aires | Cuartos de final |
| 1906      | Primera División | 5.º Grupo A    | Competencia                   | Octavos de final |
| 1907      | Primera División | 7.°            | Jockey Club                   | Semifinales      |
| 1907      | Primera División | 7.°            | Municipalidad de Buenos Aires | Semifinales      |
| 1908      | Primera División | 8.°            | Jockey Club                   | Octavos de final |
| 1908      | Primera División | 8.°            | Municipalidad de Buenos Aires | Octavos de final |
| 1909      | Primera División | 9.°            | -                             | -                |
| 1910      | Segunda División | Desconocido    | Adolfo Bullrich               | Semifinales      |